# Sirako
Sirako o Sirakos (in greco Συρράκο o Σιράκο?) è un'ex comunità della Grecia nella periferia dell'Epiro (unità periferica di Giannina) con 273 abitanti secondo i dati del censimento 2001.
È stata soppressa a seguito della riforma amministrativa, detta Programma Callicrate, in vigore dal gennaio 2011 ed è ora compresa nel comune di Voreia Tzoumerka.
È situata a 52 km sudest di Giannina ad un'altitudine di 1200 m, sui monti Peristeri. Costruita su terrazzamenti, rappresenta un esempio di architettura tradizionale. La maggioranza della popolazione è arumena.
Il villaggio ha dato i natali e numerosi esponenti di spicco della società greca, tra cui il poeta e scrittore Kostas Krystallis ed il 1º primo ministro greco Ioannis Kolettis.

## Geografia fisica
Costruito su un pendio scosceso che offre un riparo naturale sul monte Peristeri (Lakmos), facente parte della catena montuosa del Pindo.

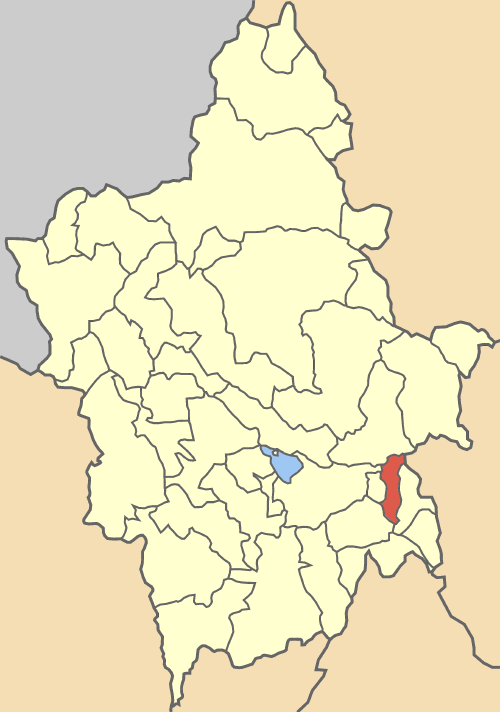
Territorio di Sirako

Syrrako è divisa dal suo villaggio gemello Kalarrytes da una profonda gravina dove scorre il fiume Chroussias, un tributario dell'Arachthos. Secondo la tradizione il nome del fiume deriva da Chroussios, figlio di Neottolomeo, nipote di Achille che vi annegò.

## Storia
Sirako fu abitata da prima del XV secolo da Arumeni (Valacchi), questa stima deriva da considerazioni sull'età dei platani che crescono nella piazza del villaggio. Durante l'occupazione ottomana fu la capitale della federazione autonoma di Malakasio, composta da 42 villaggi e appartenente alla Regina Madre (Valide Sultan). A causa di questo status privilegiato il villaggio si sviluppò notevolmente nei settori dell'allevamento, del commercio e nella produzione tessile.
I viaggiatori William Martin Leake and François Pouqueville scrissero nel 1815 e nel 1818 di aver osservato in Sirako “un ciclo commerciale comparabile a quello delle migliori città europee". Inoltre, testimoniano l'esistenza di biblioteche e la presenza di riviste europee nel villaggio.
Sirako e Kalarrytes furono gli unici villaggi dell'Epiro a prendere parte alla rivoluzione del 1821 con 720 famiglie e 3 500 abitanti. Il 10 luglio 1821 i Turchi bruciarono e rasero al suolo l'intero villaggio abbandonato dagli abitanti.